# Eutyphlus prominens
Eutyphlus prominens är en skalbaggsart som beskrevs av Thomas Casey 1894. Eutyphlus prominens ingår i släktet Eutyphlus och familjen kortvingar. Inga underarter finns listade i Catalogue of Life.